# Nectophrynoides asperginis
Nectophrynoides asperginis är en groddjursart som beskrevs av Poynton, Howell, Clarke och Lovett 1999. Nectophrynoides asperginis ingår i släktet Nectophrynoides och familjen paddor. Inga underarter finns listade i Catalogue of Life.